# Джами махале (Лъдженско)
Джами махале (на гръцки: Άγιος, Агиос, до 1927 година Τζαμί Μαχαλέ, Дзами махале) е село в Република Гърция, разположено на територията на дем Бук (Паранести) в област Източна Македония и Тракия.

## География
Селото е било разположено в Родопите край Лъджа.

## История
В XIX век Джами махале е мюсюлманско село. След Междусъюзническата война в 1913 година селото попада в Гърция. В 1923 година жителите му са изселени в Турция и то е заличено. През 1927 година името на селото е сменено на Агиос.
| Година    | 1913 | 1920 | 1928 | 1940 | 1951 | 1961 | 1971 | 1981 | 1991 | 2001 | 2011 | 2021 |
| --------- | ---- | ---- | ---- | ---- | ---- | ---- | ---- | ---- | ---- | ---- | ---- | ---- |
| Население |      | 97   |      |      |      |      |      |      |      |      |      |      |